# Mithali Raj
Mithali Dorai Raj (* 3. Dezember 1982 in Jodhpur, Indien) ist eine indische Cricketspielerin, die zwischen 1999 und 2022 Teil der indischen Nationalmannschaft und dabei seit 2005 ihre Mannschaftskapitänin war.

## Kindheit und Ausbildung
Raj wuchs in einer südindischen Familie auf und kam durch ihren Vater, der bei der indischen Luftwaffe beschäftigt war, zum Cricket, während sie in jungen Jahren eher dem Tanzen zugeneigt war. Sie wurde in frühen Jahren zu den Trainingseinheiten für ihren Bruder mitgenommen und wurde dabei, wenn die am Spielfeldrand aus Langeweile mal ein paar Bälle schlug, von dem dortigen Coach entdeckt. Für Andhra spielte sie als 13-jährige, nachdem sie in den U16- und U19-Spielen überzeugen konnte, erstmals für eine Seniorenmannschaft auf nationaler Ebene. Kurz darauf wechselte sie nach Hyderabad, wo sie ein hartes Training durchlief. Sie galt, mit 14 Jahren, als mögliche Teilnehmerin für den Women’s Cricket World Cup 1997, schaffte es jedoch letztendlich nicht in die Mannschaft.

## Zeit als Aktive

### Debüt in der Nationalmannschaft
Ihr Debüt in der Nationalmannschaft feierte sie beim nächsten Spiel nach der Weltmeisterschaft auf der Tour Indiens in England 1999 in einem Spiel gegen Irland, in dem sie ein Century über 114* Runs schlug. Sie wurde aufgrund dessen und guter Leistungen im nationalen Cricket für den Women’s Cricket World Cup 2000 nominiert. Dort konnte in den ersten beiden Spielen gegen Südafrika (69* Runs) und Niederland (51 Runs) ein Half-Century erzielen. Jedoch erkrankte sie während des Turniers und musste ins Krankenhaus eingeliefert werden und konnte so nur drei Spiele in der Gruppenphase bestreiten.
Auf der Tour Englands in Indien 2001/02 konnte sie mit 19 Jahren ihr Debüt im Frauen-Test-Cricket absolvieren, doch konnte sie dort keinen Run erzielen. Bei der folgenden Tour in Südafrika konnte sie ein Half Century im Test und in einem ODI erzielen. Im Sommer 2002 auf der Tour Indiens in England erzielte sie mit 214 Runs im zweiten Test als fünfte Frau überhaupt ein Double-Century. Spätestens ab diesem Zeitpunkt hatte sie sich fest im Team etabliert.

### Aufstieg zur Kapitänin
Bei einem Vier-Nationen Turnier in Neuseeland konnte sie in einem ODI gegen Neuseeland 82 Runs und gegen England 98 Runs erzielen. Über das nächste Jahr hinweg gelangen ihr auf Touren gegen Neuseeland, gegen die West Indies, in Sri lanka und gegen Australien zahlreiche Half-Centuries. Auch wurde sie im Jahr 2004 zur Kapitänin der Nationalmannschaft ernannt, und führte so das Team zum Women’s Cricket World Cup 2005 in Südafrika. In der Vorrunde konnte sie unter anderem mit 52 Runs ein half-Century gegen Neuseeland erzielen und so erreichten sie als Zweiter, hinter Australien, das Halbfinale. Dort trafen sie erneut auf Neuseeland und Raj konnte mit 91* Runs den entscheidenden Beitrag zum Finaleinzug leisten. Dort trafen sie auf Australien und Raj verlor nach nur 6 Runs durch eine umstrittene leg-before-wicket Entscheidung ihr Wicket, was die Niederlage einleitete.
Im Winter 2005/06 konnte sie die Mannschaft zu einem 4:1-Sieg gegen England auf heimischen Boden führen. Beim Women’s Asia Cup 2005/06 konnte sie mit ihrem zweiten ODI-Century über 108* Runs in 121 Bällen im Finale gegen Sri Lanka den Sieg sichern. Im Sommer darauf spielten sie wieder gegen England, dieses Mal in Europa und sie musste mit ihrem Team eine 4:0-Niederlage in der ODI-Serie akzeptieren. Jedoch gelang es ihnen die Test-Serie 1–0 für sich zu entscheiden, wobei sie im siegreichen Test ein Half-Century über 65 Runs erzielte. Der Women’s Asia Cup 2006/07 und der Women’s Asia Cup 2007/08 konnten abermals siegreich gestaltet werden. Nachdem sie im Sommer 2008 die Mannschaft als Kapitänin nicht zu einem Spielsieg in England führen konnte, wurde sie von ihrer Kapitänsrolle enthoben und durch Jhulan Goswami ersetzt.

### Reetablierung als Kapitänin
Beim Women’s Cricket World Cup 2009 konnte sie zwei Half-Centuries erzielen und kam mit dem Team auf dem dritten Platz. Bei der Tour Englands in Indien 2009/10 konnte sie in den vier Spielen, in denen sie an den Schlag trat, ein Half-Centuries erzielen. Auf der Tour gegen die West Indies 2010/11 konnte sie im dritten ODI ein Century über 109* Runs aus 106 Bällen erzielen. Beim ICC Women’s World Twenty20 2012 war sie wieder Kapitänin der Nationalmannschaft, verlor dort jedoch mit dem Team alle Vorrundenspiele. Bei der Tour in England 2012 konnte sie mit 94*, 92* und 58 Runs drei Half-Century erzielen. Beim in Indien ausgetragenen Women’s Cricket World Cup 2013 konnte sie nicht überzeugen und scheiterte mit dem Team in der Vorrunde. Erst im Platzierungsspiel gegen Pakistan erzielte sie mit 103* Runs ein Century.
Ein weiteres Century erzielte sie mit 104* Runs auf einer Tour Sri Lankas in 2013/14. In der Folge hatte sie bei den ODIs im folgenden Jahr nur mäßige Ergebnisse. Besser lief es im Twenty20-Cricket, wo sie beim ICC Women’s World Twenty20 2014 zwei Half-Centurys erzielte, die jedoch nicht reichten, um die Vorrunde zu überstehen. Das Jahr 2016 begann auch im ODI-Cricket erfolgreicher. Auf der Tour in Australien 2015/16 erzielte sie zwei Half-Centuries (58 und 89 Runs) und gegen Sri Lanka ein weiteres (53* Runs). Beim ICC Women’s World Twenty20 2016 scheiterte sie mit dem Team abermals in der Vorrunde. Daraufhin wurde sie als Kapitänin des Twenty20-Teams abgelöst und beim Women’s Twenty20 Asia Cup 2016 gelang es ihr unter anderem mit 73* Runs im Finale gegen Pakistan einen wichtigen Beitrag zum Gewinn des Turniers leisten.
Den Women’s Cricket World Cup Qualifier 2017 konnte sie mit dem Team gewinnen und dabei drei Half Centuries erreichen.
Zu Beginn des zugehörigen Endrundenturniers erzielte sie gegen England mit 71 Runs aus 73 Bälle in Derby das siebte Half-Century in Folge und stellte damit einen Rekord auf. Im Vorletzten Gruppenspiel gegen Australien überholte sie die Rekordhalterin Charlotte Edwards die 5992 Runs erzielt hatte. Im letzten Gruppenspiel gegen Neuseeland gelang ihr ein Century über 109 Runs in 123 Bällen und sicherte so den Einzug ins Halbfinale. Beim Sieg im Halbfinale gegen Australien konnte sie 36 Runs beisteuern und führte das Team so ins Finale gegen den Gastgeber England. Dort erzielte sie nur 17 Runs und so verlor ihr Team mit 9 Runs.
Im Jahr 2018 stach ein 74* Runs auf einer Tour gegen England und ein Century über 125* Runs in Sri Lanka heraus. Beim ICC Women’s World Twenty20 2018 steuerte sie zwei Half-Centuries zum Einzug ins Halbfinale bei.

### Fokussierung auf ODI-Cricket
Im September 2019 erklärte sie ihren Rücktritt vom Twenty20 Cricket. Auf der Tour gegen Südafrika im Oktober 2019 konnte sie ein weiteres Half-Century erzielen und somit die Serie für Indien entscheiden. Nach der Pause durch die COVID-19-Pandemie kam sie im März 2021 auf der Tour gegen Südafrika zu zwei Half-Centuries (50 und 79* Runs). Im Saison 2021 konnte sie in allen drei ODIs in England drei Fifties (72, 59 und 75* Runs) erreichen und wurde für das letzte Spiel als Spielerin des Spiels ausgezeichnet. Bei der Vorbereitung zur Weltmeisterschaft in Neuseeland konnte sie ebenfalls drei Half-Centuries erzielen. Beim Women’s Cricket World Cup 2022 führte sie ein letztes Mal das Team an. Hier konnte sie zwar zwei Half-Centuries gegen Australien und Südafrika (jeweils 68 Runs) erzielen, jedoch scheiterte sie mit dem Team in der Vorrunde. Es sollten die letzten Spiele für die Nationalmannschaft sein, da sie am 8. Juni 2022 ihren Rückzug vom internationalen Cricket bekannt gab.

## Mediale Rezeption
Ein Biopic über Raj mit dem Titel Shabaash Mithu, bei dem Taapsee Pannu ihre Rolle spielt, soll am 15. Juli 2022 im Kino veröffentlicht werden.

## Auszeichnungen
In 2003 wurde sie mit der indischen Auszeichnung für Sportler, dem Arjuna Award, geehrt. In 2015 erfolgte der vierthöchste indische Verdienstorden Padma Shri. In 2017 wurde sie von Vogue zur Sportsperson of the Year, von BBC unter die 100 Women und von Wisden als die Leading Women Player of the Year gewählt. 
2021 wurde sie mit dem Rajiv Gandhi Khel Ratna ausgezeichnet, dem höchsten indischen Nationalpreis für Sportler.